# Girolatabugten
Girolatabugten er en bugt i Middelhavet  på den nordvestlige del af den franske ø Korsika. Sammen med den tilgrænsende Portobugten omgiver den Scandolahalvøen, som udgør den ene del af Scandola Naturreservat. Området har siden 1983 været et UNESCO verdensarvsområde. Pianakløfterne syd for bugten blev tilføjet til verdensarvområdet i 1996.
Landskabet er præget af høje klipper.